# Molvena (bướm đêm)
Molvena  là một chi bướm đêm thuộc họ Noctuidae.